# Amadou Touré
Amadou Touré (Bujumbura, 27 settembre 1982) è un ex calciatore burkinabé, di ruolo difensore.

## Caratteristiche tecniche
Difensore centrale, poteva essere impiegato anche come mediano.

## Carriera

### Nazionale
Ha debuttato in Nazionale il 9 aprile 2000, in Etiopia-Burkina Faso (2-1), gara in cui è subentrato a Ousmane Sanou al minuto 83 e in cui ha siglato la rete del definitivo 2-1 al minuto 81. Ha partecipato, con la Nazionale, alla Coppa d'Africa 2002 e alla Coppa d'Africa 2004. Ha collezionato in totale, con la maglia della Nazionale, 25 presenze e 11 reti.